# Saint Vincent i Grenadyny na Letnich Igrzyskach Olimpijskich 2024
Saint Vincent i Grenadyny na Letnich Igrzyskach Olimpijskich 2024 – występ kadry sportowców reprezentujących Saint Vincent i Grenadyny na igrzyskach olimpijskich, które odbyły się w Paryżu we Francji, w dniach 26 lipca – 11 sierpnia 2024.
Reprezentacja Saint Vincent i Grenadynów liczyła czworo zawodników – dwie kobiety i dwóch mężczyzn, którzy wystąpili w 2 dyscyplinach.
Był to dziesiąty start Saint Vincent i Grenadynów na letnich igrzyskach olimpijskich.

## Reprezentanci

### Lekkoatletyka
| Zawodnik         | Konkurencja       | Runda 1   | Runda 1 | Runda 2 | Runda 2 | Półfinał  | Półfinał | Finał   | Finał   | Źródło |
| Zawodnik         | Konkurencja       | Wynik     | Miejsce | Wynik   | Miejsce | Wynik     | Miejsce  | Wynik   | Miejsce | Źródło |
| ---------------- | ----------------- | --------- | ------- | ------- | ------- | --------- | -------- | ------- | ------- | ------ |
| Shafiqua Maloney | bieg na 800 m (k) | 1:58,23 · | 4. Q    | —       | —       | 1:57,59 · | 4. Q     | 1:57,66 | 4.      | [ 1 ]  |
| Handal Roban     | bieg na 800 m (m) | 1:46,00   | 26. R   | 1:45,80 | 15.     | NQ        | NQ       | NQ      | NQ      | [ 2 ]  |

### Pływanie
| Zawodnik               | Konkurencja           | Eliminacje | Eliminacje | Półfinał | Półfinał | Finał | Finał | Źródło |
| Zawodnik               | Konkurencja           | Czas       | Poz.       | Czas     | Poz.     | Czas  | Poz.  | Źródło |
| ---------------------- | --------------------- | ---------- | ---------- | -------- | -------- | ----- | ----- | ------ |
| Kennice Aphenie Greene | 50 m st. dowolnym (k) | 27.23      | 42.        | NQ       | NQ       | NQ    | NQ    | [ 3 ]  |
| Alex Joachim           | 50 m st. dowolnym (m) | 23.59      | 45.        | NQ       | NQ       | NQ    | NQ    | [ 4 ]  |